# Missionnaires des Sacrés Cœurs de Jésus et de Marie
Ne doit pas être confondu avec Missionnaires des Sacrés Cœurs de Jésus et de Marie de Majorque.
Les missionnaires des Sacrés Cœurs de Jésus et de Marie  (en latin Congregatio Missionariorum à Sacris Cordibus Jesu et Mariae) forment une congrégation cléricale de droit pontifical.

## Histoire
La congrégation est fondée en 1833 à Naples par Gaétan Errico (1791 - 1860) pour la prédication des missions paroissiales et les retraites spirituelles.
Les missionnaires des Sacrés Cœurs reçoivent le décret de louange le 22 juin 1838 et l'approbation finale par le Saint-Siège le 7 août 1846 ; en 1858 le roi Ferdinand II leur confie la direction du sanctuaire de la Madonna della Civita (it).
Les religieux sont dispersés après l'unification de l'Italie ; en 1894, un missionnaire rachète la maison-mère et ouvre en 1921 un petit séminaire pour la formation de nouveaux religieux permettant la relance de la congrégation.

## Activités et diffusion
Les missionnaires se dédient à la propagation de la dévotion aux Sacrés Cœurs de Jésus et de Marie, au service paroissiales, aux missions populaires, aux retraites et formation chrétiennes pour les jeunes.
Ils sont présents en :
- Europe : Italie, Slovaquie.
- Amérique : Argentine, États-Unis.
- Afrique : Nigéria.
- Asie : Inde, Indonésie.

La maison généralice est à l'Église Santa Maria in Publicolis à Rome.
Au 31 janvier 2008, l'institut comptait 123 religieux dont 58 prêtres et 19 maisons.